# Lotis (Automarke)

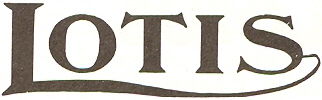

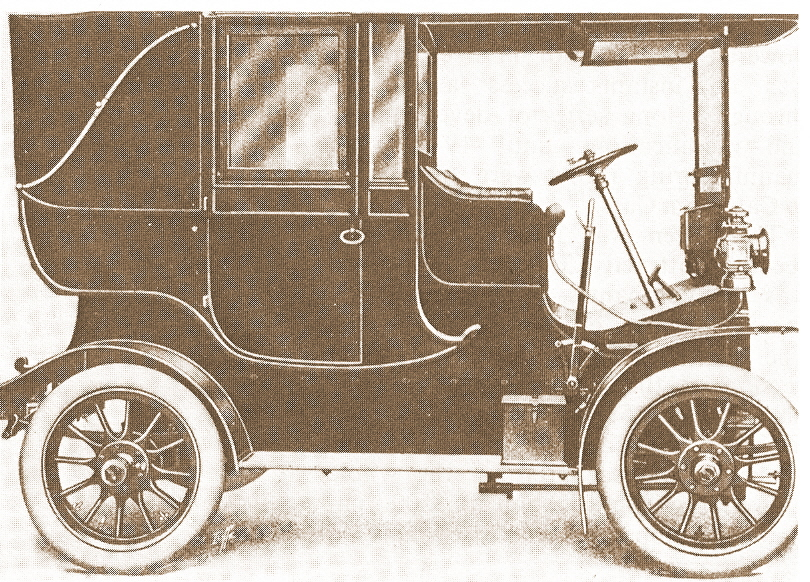
Lotis 12/18 hp Landaulet (1909)

Lotis war eine britische Automobilmarke, deren Erzeugnisse von Sturmey Motors in Coventry (Warwickshire) 1908–1912 gefertigt wurden.
Trotz der kurzen Produktionsdauer von nur fünf Jahren waren die Lotis relativ weit verbreitet. Anfangs lieferte Riley die V2- und Reihenzweizylinder-Motoren. Spätere Motoren kamen von White & Poppe. Es gab Modelle von 8 hp bis 35 hp.

## Modelle
| Modell   | Bauzeitraum | Zylinder | Hubraum  | Radstand     |
| -------- | ----------- | -------- | -------- | ------------ |
| 8 hp     | 1908        | 1        | 1429 cm³ | 2286 mm      |
| 22 hp    | 1908        | 4 Reihe  | 3063 cm³ | 2591 mm      |
| 10/12 hp | 1908–1911   | 2 V      | 1347 cm³ | 2032–2286 mm |
| 12/18 hp | 1908–1911   | 2 V      | 2076 cm³ | 2286–2743 mm |
| 30/35 hp | 1908        | 4 Reihe  | 4608 cm³ |              |
| 10/12 hp | 1910        | 2 Reihe  | 1630 cm³ | 2286–2743 mm |
| 12/18 hp | 1910        | 2 Reihe  | 2042 cm³ | 2286–2743 mm |
| 16/20 hp | 1910        | 4 Reihe  | 2545 cm³ | 2819 mm      |
| 20/25 hp | 1910        | 4 Reihe  | 3261 cm³ | 2819 mm      |
| 25/35 hp | 1910        | 4 Reihe  | 4084 cm³ | 2896 mm      |
| 15/20 hp | 1911        | 4 Reihe  | 2613 cm³ | 2896 mm      |
| 18/21 hp | 1911–1912   | 4 Reihe  | 2613 cm³ | 2896 mm      |
| 20/24 hp | 1911–1912   | 4 Reihe  | 2799 cm³ | 2896 mm      |
| 25/32 hp | 1911–1912   | 4 Reihe  | 3456 cm³ | 2896 mm      |

## Quelle
- David Culshaw & Peter Horrobin: The Complete Catalogue of British Cars 1895–1975. Veloce Publishing plc. Dorchester (1999).  ISBN 1-874105-93-6